# ليه روبرتس
ليه روبرتس (بالإنجليزية: Les Roberts)‏ (28 مايو 1901 في المملكة المتحدة - 29 مايو 1980 في المملكة المتحدة) هو لاعب كرة قدم بريطاني (وحمل سابقاً جنسية المملكة المتحدة لبريطانيا العظمى وأيرلندا) في مركز مهاجم داخلي. لعب مع أستون فيلا وبولتون واندررز وسكونثورب يونايتد وسويندون تاون وشيفيلد وينزداي وكريستال بالاس ومانشستر سيتي ونادي إكزتر سيتي ونادي بريستول روفيرز ونادي برينتفورد ونادي بورنموث ونادي تشيسترفيلد ونادي تشستر سيتي وMerthyr Town F.C. ‏ وRedditch United F.C. ‏.